# Пьер Раймон II (граф Комменжа)
Пьер Раймон II (фр. Pierre Raymond II de Comminges; ум. 1376) — граф Комменжа с 1341/1342 года.
Сын Пьера Раймона I. После смерти отца наследовал Комменж. На графство претендовала Жанна — его двоюродная сестра (дочь графа Бернара VIII и его третьей жены Маты де л’Иль-Журден), которую поддержали сеньоры де л’Иль-Журден. Дело доходило до открытых военных действий. Их дядя кардинал де Комменж уладил спор, предложив им пожениться, что они и сделали в 1350 году.
В некоторых документах Пьер Раймон II упоминается с титулом виконта де Серьер.
Участвовал в сражениях Столетней войны на стороне французского короля.
Дочери:
- Елеонора, муж — Бертран II, граф де л’Иль-Журден, 2-й муж — Жан II, граф Оверни и Булони.
- Маргарита, графиня Комменжа
- Сесиль, не замужем.

Завещание Пьера Раймона II составлено 15 или 19 октября 1375 года. Вероятно, вскоре он умер. Ему наследовала сначала жена, потом вторая дочь, поскольку первая умерла раньше матери. На Комменж претендовал граф Фуа Гастон-Феб как родственник, но против него выступил граф д’Арманьяк, и по заключенному в 1379 году миру Гастон-Феб от всех претензий отказался.